# Условный комментарий
Условные комментарии — механизм, при помощи которого автор веб-страницы может использовать нестандартные особенности некоторых браузеров, избегая проблем несовместимости с другими браузерами.
В настоящее время условные комментарии можно использовать для написания специального кода, предназначенного для Internet Explorer.
Следующим образом, например, можно включить специальные правила CSS, предназначенные для этого браузера:
```
  
<!--[if IE]><link rel="stylesheet" type="text/css" href="ie.css"><![endif]-->

```

Имеется возможность указания отдельной версии браузера. Это может пригодиться, чтобы добиться совместимости со старыми версиями браузера, которые не поддерживают стандартную модель:
```
  
<!-- Включение стилей для Internet Explorer 5 -->

  
<!--[if IE 5]><link rel="stylesheet" type="text/css" href="ie5.css"><![endif]-->

  
  
<!-- Включение стилей для Internet Explorer меньше 6-й версии -->

  
<!--[if lt IE 6]><link rel="stylesheet" type="text/css" href="ie6.css"><![endif]-->

```

## Условные комментарии в JScript
Другой вид условных комментариев, также применяющийся только в браузерах Internet Explorer — комментарии, добавляемые к коду программы на JScript, например:
```
  
if
(
 
/*@cc_on ! @*/
 
false
 
){

    
// код, специфический для Internet Explorer версий ≤ 10

  
}

```

Данная конструкция работает, так как после раскрытия условных комментариев упомянутые версии браузеров увидят проверку if(  !  false ), что даст истинный результат; остальные браузеры воспримут комментарии как обычные неисполняемые фрагменты программы, и получат if(  false ).